# 亚硒酸银
亚硒酸银是无机化合物，化学式为Ag2SeO3。它高温时按下式分解：
2 Ag2SeO3 → 4 Ag + 2 SeO2 + O2

## 生产
焙烧阳极铜泥时，其中一部分硒化银被转换成亚硒酸银。